# Strażnica KOP „Las Połośniański”

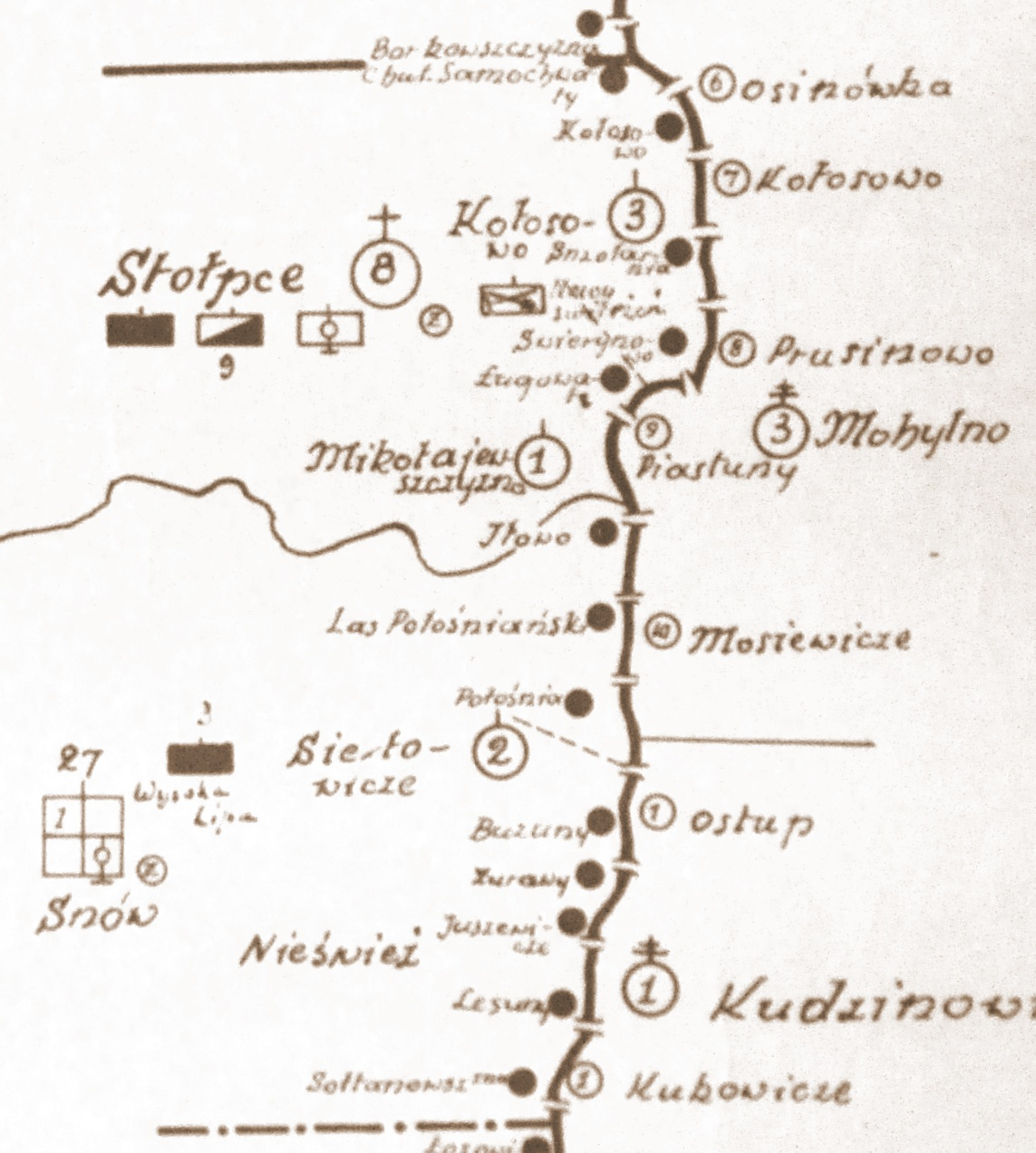
Szkic rozmieszczenia batalionu KOP „Stołpce” w 1931

Strażnica KOP „Las Połośniański” – zasadnicza jednostka organizacyjna Korpusu Ochrony Pogranicza pełniąca służbę ochronną na granicy polsko-sowieckiej.

## Formowanie i zmiany organizacyjne
W 1924, w składzie 2 Brygady Ochrony Pogranicza, został sformowany 8 batalion graniczny. W 1928 w skład batalionu wchodziło 13 strażnic. W 1924, w składzie 2 Brygady Ochrony Pogranicza, został sformowany 8 batalion graniczny. W 1928 w skład batalionu wchodziło 13 strażnic. 71 strażnica KOP „Panie Kochanku”  w 1928 znajdowała się w strukturze 1 kompanii KOP „Mikołajewszczyzna”. W komunikacie dyslokacyjnym z 1929 nie występuje. W jej miejsce pojawia się strażnica KOP „Las Połośniański”. Strażnica w latach 1929 – 1939 znajdowała się nadal w strukturze 1 kompanii KOP „Mikołajewszczyzna”  batalionu KOP „Stołpce” z pułku KOP „Snów”. Strażnica liczyła około 18 żołnierzy i rozmieszczona była przy linii granicznej z zadaniem bezpośredniej ochrony granicy państwowej.
W 1932 obsada strażnicy zakwaterowana była w budynku popolicyjnym. Strażnicę z macierzystą kompanią łączyła droga polna długości 3,5 km.

## Służba graniczna
Podstawową jednostką taktyczną Korpusu Ochrony Pogranicza przeznaczoną do pełnienia służby ochronnej był batalion graniczny. Odcinek batalionu dzielił się na pododcinki kompanii, a te z kolei na pododcinki strażnic, które były „zasadniczymi jednostkami pełniącymi służbę ochronną”, w sile półplutonu. Służba ochronna pełniona była systemem zmiennym, polegającym na stałym patrolowaniu strefy nadgranicznej, wystawianiu posterunków alarmowych, obserwacyjnych i kontrolnych stałych, patrolowaniu i organizowaniu zasadzek w miejscach rozpoznanych jako niebezpieczne, kontrolowaniu dokumentów i zatrzymywaniu osób podejrzanych, a także utrzymywaniu ścisłej łączności między oddziałami i władzami administracyjnymi. Strażnice KOP stanowiły pierwszy rzut ugrupowania kordonowego Korpusu Ochrony Pogranicza.
Strażnica KOP „Las Połośniański” w 1932 ochraniała pododcinek granicy państwowej szerokości 4 kilometrów 250 metrów od słupa granicznego nr 816 do 822, a w 1938 pododcinek szerokości 4 kilometrów 250 metrów od słupa granicznego nr 815 do 821.
Sąsiednie strażnice:
- strażnica KOP „Iłowo” ⇔ strażnica KOP „Połośnia” − 1929[5], 1931[6] , 1932[7], 1934[8]
- Odcinek podlega bezp. odwodowej kompanii ⇔ strażnica KOP „Połośnia” − 1938[9]